# 沙尔克霍尔茨
沙尔克霍尔茨是德国石勒苏益格－荷尔斯泰因州的一个市镇。总面积12.50平方公里，总人口582人，其中男性281人，女性301人（2011年12月31日），人口密度47人/平方公里。